# Torre de los Gatos
La torre de los Gatos, llamada también torre Falcó, se ubica en el conocido como “Camino de las Torres”, por encontrarse en él varias de las torres vigía que se encuentran dispersas por la Ribera de Cabanes, así como conducir también a la ermita fortificada de Albalat y al Castillo de Albalat, en el término municipal de Cabanes, en la comarca de la Plana Alta, en la provincia de Castellón.
Puede datarse de los siglos XV y XVI. Por declaración genérica está catalogado como un Bien de Interés Cultural, con número de anotación ministerial R-I-51-0010753, y fecha de anotación 24 de abril de 2002.

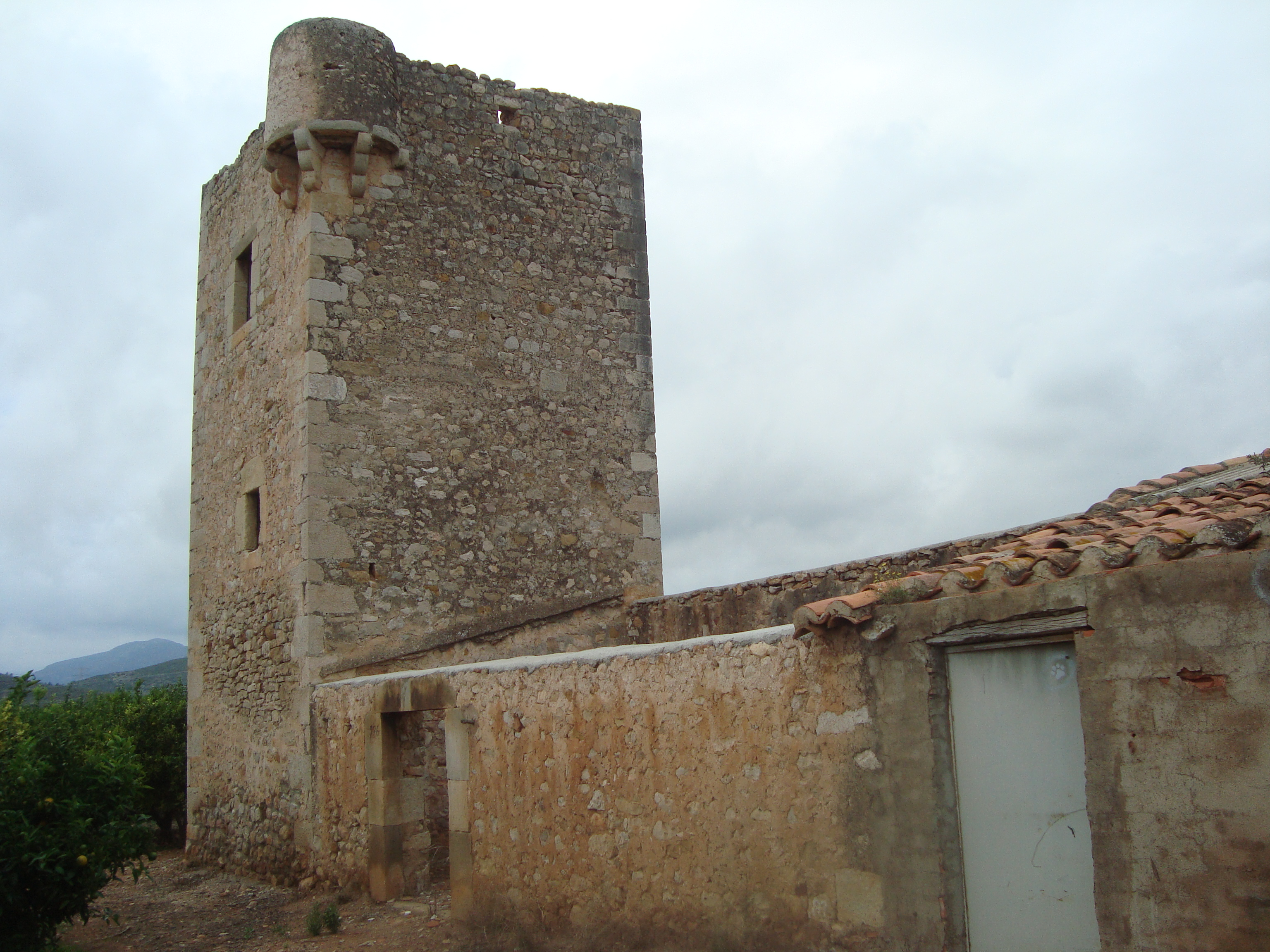
Torre dels Gats / Torre Falcó

## Descripción histórico-artística
Su nombre se debe, al apodo de sus últimos dueños (Los Gatos), que se apellidaban Falcó.
En el siglo XV, se produce un despoblamiento de parte de la zona del litoral de levante, pero pese a ello, seguían manteniéndose las zonas de cultivo, que en ocasiones se sentían a merced de los piratas, en muchas ocasiones, berberiscos, que realizan frecuentes incursiones a la costa. Es por ello por lo que se procedió a la fortificación de muchas de las masía existentes en las zonas agrícolas, tanto costeras, como de zonas del interior de escasa población y defensa. Esta puede ser, según opinión de muchos autores, el origen de estas torres que se encuentran en la zona de la Ribera de Cabanes.
Se encuentra en una zona agrícola, rodeada de frutales, y presenta una construcción, de fábrica de mampostería, adosada a la misma, y que como en otros casos, es utilizada como almacén agrícola, y que en la actualidad sirve como punto de acceso a la torre. 
Presenta características muy similares a las próximas torres de "Carmelet", "La Sal" y "Del Carmen", situadas también en la Ribera de Cabanes.
La torre tiene planta cuadrada y tres alturas, como todas las demás, y presenta, al igual que el resto garitas redondas en dos esquinas opuestas. En la cubierta se aprecia una aspillera apaisada. En la fachada sudeste se pueden ver dos ventanas cuadradas. La torre es fábrica de mampostería, que se refuerza en las esquinas y los recercados de la puerta y ventana con sillares.